# Juan Vogliotti
Juan Leandro Vogliotti (Río Cuarto, Provincia de Córdoba, 25 de abril de 1985) es un exjugador y actual entrenador de fútbol argentino nacionalizado boliviano. Jugaba en la posición de delantero. Aunque desarrolló la mayor parte de su carrera en distinto equipos de los torneos de ascenso de Argentina y de la Primera División de Bolivia, también jugó en Haití, Colombia y Venezuela. Actualmente es asistente técnico de Flavio Robatto en Bolívar de la Primera División de Bolivia.

## Trayectoria
Surgido de la cantera de Banda Norte, a los 14 años se marchó a Buenos Aires para formarse como futuro deportista profesional. Pasó por las divisiones inferiores de San Lorenzo de Almagro, Talleres de Córdoba, Quilmes y Racing Club, sin poder consolidarse en ninguno de esos clubes.
En agosto de 2017, mientras jugaba para el Sport Boys Warnes, recibió una oferta para incorporarse a los Delhi Dynamos de la Superliga de India, por lo que negoció su salida del club boliviano. Sin embargo los dirigentes de la institución deportiva le plantearon un acuerdo de rescición de contrato que no aceptó, por lo que el delantero se perdió la oportunidad de jugar en el país asiático y terminó uniéndose al Monagas de Venezuela.

## Como jugador
| Club                | País      | Año         |
| ------------------- | --------- | ----------- |
| Independiente (N)   | Argentina | 2006 - 2007 |
| Cipolletti          | Argentina | 2007 - 2008 |
| Victory SC          | Haití     | 2009        |
| Atenas              | Argentina | 2010        |
| Gimnasia y Tiro     | Argentina | 2010 - 2011 |
| Villa Cubas         | Argentina | 2012        |
| Estudiantes (RC)    | Argentina | 2012 - 2013 |
| Lautaro Roncedo     | Argentina | 2013        |
| Atlético Trinidad   | Argentina | 2013        |
| Patriotas           | Colombia  | 2014        |
| Ciclón              | Bolivia   | 2015 - 2016 |
| Sport Boys          | Bolivia   | 2016 - 2017 |
| Monagas             | Venezuela | 2018        |
| Jaguares de Córdoba | Colombia  | 2018        |
| Real Potosí         | Bolivia   | 2019        |
| Guabirá             | Bolivia   | 2020 - 2022 |
| Destroyers          | Bolivia   | 2022        |
| Vaca Díez           | Bolivia   | 2023        |
| Guabirá             | Bolivia   | 2023 - 2024 |

## Como entrenador
| Club                        | País    | Año               |
| --------------------------- | ------- | ----------------- |
| Bolívar (Asistente técnico) | Bolivia | 2025 - Actualidad |

## Palmarés

### Títulos nacionales
| Título             | Club   | País    | Año     |
| ------------------ | ------ | ------- | ------- |
| Copa Simón Bolívar | Ciclón | Bolivia | 2014-15 |